# Білоус Анатолій Григорович
Анато́лій Григо́рович Білоу́с (* 8 травня 1951, село Грушка Кам'янець-Подільського району Хмельницької області) — український хімік. Доктор хімічних наук (1991). Професор (1997). Академік Національної академії наук України (2009). Лауреат Державної премії України в галузі науки і техніки (2008).
30 травня 2017 року затверджений членом Наукового комітету Національної ради України з питань розвитку науки і технологій при Кабінеті Міністрів України.

## Біографічні відомості
1974 року закінчив Київський політехнічний інститут.
У 1974—1978 роках працював у Москві в Науково-дослідному фізико-хімічному інституті.
Від 1978 року працює в Києві в Інституті загальної та неорганічної хімії імені Володимира Вернадського НАН України. Від 1982 року — завідувач відділу хімії твердого тіла.

## Наукові досягнення
Основний напрям досліджень А. Г. Білоуса — це вивчення умов утворення, структурних особливостей та властивостей складних оксидних систем, а також розробка на їх основі високоефективних функціональних матеріалів. Досягнення вченого у цій галузі широко знані у нашій країні і за кордоном. Під його керівництвом розроблено та впроваджено в народне господарство нові складні оксидні матеріали та елементи на їх основі різноманітного функціонального призначення: надвисокочастотні керамічні резонатори і діелектричні підкладки для гібридних інтегральних схем, які використовуються в апаратурі систем зв'язку; низьковольтні термостабілізовані керамічні нагрівні елементи для двигунів внутрішнього згоряння і дизельних двигунів; висококоерцетивні дрібнодисперсні порошки із заданою формою часточок для систем магнітного запису. Анатолій Григорович вперше розробив нові літійпровідні матеріали на основі оксидів із структурою дефектного перовскиту, які нині активно досліджуються у багатьох лабораторіях світу
А. Г. Білоус — автор і співавтор більш як 200 наукових публікацій, має 53 авторські свідоцтва на винаходи.
Свідченням міжнародного авторитету вченого є постійні контакти із зарубіжними колегами. Його запрошували до наукових центрів Словенії, Італії, де він читав лекції. Анатолій Григорович був членом оргкомітетів ряду міжнародних наукових конференцій.
А. Г. Білоус веде активну педагогічну роботу: читає курс лекцій «Хімія матеріалів» і «Фізична хімія поверхні напівпровідників» у Національному технічному університеті України «КПІ»; підготував сім кандидатів наук. Багато уваги приділяє науково-організаційній діяльності: входить до спеціалізованих рад із захисту докторських дисертацій в Інституті загальної та неорганічної хімії ім. В. І. Вернадського НАН України та в НТУУ «КПІ», є головним редактором «Українського хімічного журналу».

## Премії
1 грудня 2008 року присуджено Державну премію України в галузі науки і техніки за роботу «Інтерметаліди, гідриди та оксиди як основа нових енергоощадних матеріалів» (у співавторстві) .
- Лауреат премії імені Івана Пулюя (2018) за розробку нових оксидних наноматеріалів для елементів інформаційних систем, магнітних охолоджувачів та самоконтрольованих магнітних нагрівачів.